# Katharina Mayer
Katharina Mayer (* 1958 in Rottweil) ist eine deutsche Fotografin und Videokünstlerin.

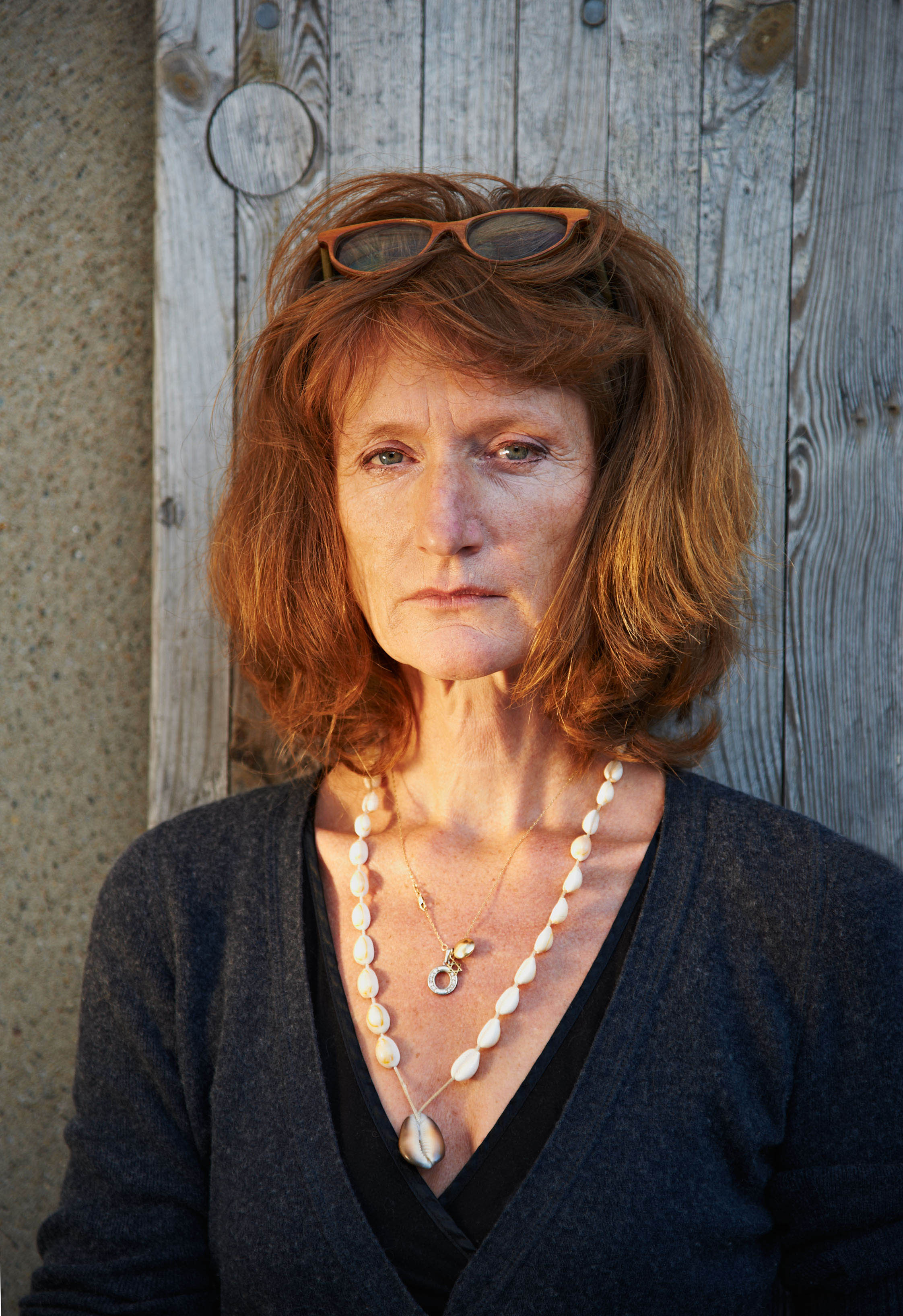
Katharina Mayer (2011)

## Werdegang
1982 begann Katharina Mayer ihr Studium der Kunstgeschichte in Freiburg im Breisgau, das sie 1987 beendete. Anschließend ging sie nach Düsseldorf, um an der Kunstakademie Düsseldorf Fotografie zu studieren. 1993 schloss sie ihr Studium bei Bernd Becher und Nan Hoover ab.
1995 lehrte sie im Bereich Fotografie des Kulturforum Neuss. 1996 erhielt sie einen Lehrauftrag für Fotografie an der Fachhochschule Düsseldorf und an der Bundesakademie für kulturelle Bildung Wolfenbüttel. 1998 war sie Mitbegründerin des „onomato“, einem Düsseldorfer Künstlervideo- und Klangarchiv (im Rahmen des onomato Künstlervereins, der in Verbindung mit dem onomato Verlag entstanden war). 2000–2013 leitete sie mit Birgitta Thaysen die Schule für künstlerische Fotografie in Düsseldorf.
Seit 2012 leitete sie den Studiengang Fotografie an der Berliner Technische Kunsthochschule (BTK), Campus Iserlohn. Im Jahr 2017 wurde diese Hochschule von der University of Europe for Applied Sciences in Berlin übernommen. Dort betreut sie den Bereich Bildnerische Grundlagen und Design Foundations im Fachbereich Kunst & Design.
2015 übernahm sie einen Platz im Vereinsvorstand von Asphalt e.V./fiftyfifty, einem Verein zur Hilfe obdachloser und armer Menschen in Düsseldorf.
Seit 2020 betreibt sie in den Räumen ihres Ateliers den Kunstraum Impro97, zusammen mit den Künstlern Baerbel Starz, Anna Nwaada Weber und Marcelo Alves.

## Einzelausstellungen (Auswahl)
(Quelle: )
- 2023 Abtart Galerie Stuttgart
- 2023 fiftyfifty Galerie Düsseldorf
- 2022 Mook Gallery Düsseldorf
- 2021 Osthaus Museum Hagen
- 2016 Lehmbruckmuseum Duisburg
- 2011 Theatrum familiae, Einzelausstellung in der Städtischen Galerie Offenburg
- 2011 Theatrum familiae, Einzelausstellung in der Galerie Lausberg Düsseldorf
- 2010 faitiche, Einzelausstellung im Kunstverein Roter Pavillon, Bad Doberan
- 2008 Paula Modersohn-Becker und Katharina Mayer – eine Begegnung, Einzelausstellung im Paula Modersohn-Becker Museum in Bremen
- 2007 No norm – Out of Order / Katharina Mayer und Shahryar Nashat, Stiftung Wilhelm Lehmbruck Museum
- 2007 Gastmahl der Freunde, Fotografie, fiftyfifty Galerie, Düsseldorf
- 2007 familia, Fotografie, Galerie Rupert Pfab, Düsseldorf
- 2007 Borderland – Flying Homeland (Pictures of Youths), Chats Palace London, gesponsert von der Deutschen Bank London und der IFA Stuttgart
- 2006 Sèance, Einzelausstellung im oberösterreichischen Landesmuseum, Linz
- 2006 Personal Propaganda, Einzelausstellung im Kunstverein Eislingen
- 2006 Carrie und Ich, Einzelausstellung im Kunstverein Detmold
- 2005 Katharina Mayer, photography, Galerie Purdy & Hicks, London
- 2005 getürkt, Einzelausstellung in der Städtischen Galerie, Orthez, Frankreich
- 2005 getürkt, Einzelausstellung im Metronom, Barcelona
- 2004 Séance, Galerie Gaby Kraushaar, Düsseldorf
- 2003 Waldkraiburg
- 2003 MOMENTS OF ABSENCE: Fotografie und Video von Katharina Mayer
- 2003 IG Metall-Haus, Metallgalerie, Frankfurt am Main
- 2003 Goethe-Institut, London
- 2003 Galerie Gaby Kraushaar, Düsseldorf
- 2003 Forum Kunst Rottweil
- 2003 Moments of Absence, Galerie Christa Burger, München, Städt. Galerie
- 2002 Hanse Communication Center, Lübeck
- 2001 Museum Kalkar; Galerie Gaby Kraushaar, Düsseldorf
- 1999 Raum X Onomato, Projektion, Düsseldorf
- 1999 Galerie Gaby Kraushaar, Düsseldorf
- 1998 Fuji, Düsseldorf; Maria Frieden Reha, Berlin
- 1997/98 St. Petri, Lübeck
- 1996 Kulturforum Alte Post, Neuss
- 1995 Attitüde – Photographie, Galerie Gaby Kraushaar, Düsseldorf
- 1993 Control – Photographie, Kunstverein Heilbronn

## Ausstellungsbeteiligungen (Auswahl)
- 2011 Familie – Bild und Vorstellung, mit Eva Mahn, Stadtmuseum Leinfelden-Echterdingen
- 2009 Gastspiel, Hetjens-Museum Düsseldorf, Gruppenausstellung mit 14 Foto- und Videokünstlern zum 100-jährigen Jubiläum des Museums
- 2009 Familienleben, Gruppenausstellung im Kunstverein Hildesheim
- 2009 familia und inner ocean, Ausstellung mit Birgitta Thaysen, Buchpräsentationen
- 2008 Kunstgeschichte nach der Kunstgeschichte, Gruppenausstellung, kuratiert von Martin Hochleitner, Fotohof, Salzburg, und Blickle Stiftung
- 2007 No norm – Out of Order / Katharina Mayer und Shahryar Nashat, Stiftung Wilhelm Lehmbruck Museum
- 2003 Wonderlands, Museum Küppersmühle, Duisburg
- 2003 von Körpern und anderen Dingen, Prag
- 2002 Robert Koch Krankenhaus, Stuttgart
- 2002 Miss You, Museum für Neue Kunst Freiburg
- 2002 heute bis jetzt, zeitgenössische Fotografie aus Düsseldorf, Museum Kunstpalast, Düsseldorf
- 2000 Purdy/Hicks Gallery, London
- 2000 Transfer, CGAC, Santiago de Compostela, Bilbao, San Sebastian
- 2000 Foto – Portrait – Konzept, Kulturforum Alte Post, Neuss
- 2000 Die verletzte Diva, Innsbruck/München/Baden-Baden
- 2000 Das Sehen des Gesehen-Werdens, Galerie Gaby Kraushaar
- 1999 Galerie Gaby Kraushaar, Düsseldorf
- 1999 Fototage Herten
- 1999 Cork Gallery im Lincoln Center, New York
- 1999 Museum Ludwig, Köln
- 1999 Transfer, Schloss Morsbroich, Leverkusen
- 1999 selbst portrait, Schloss Agathenburg
- 1998 Wissenschaftspark, Gelsenkirchen
- 1998 Menschenbilder, Cloppenburg
- 1998 Akustische Projektion, mit J. und Michael Rüsenberg, Filmwerkstatt Düsseldorf
- 1997 Winterausstellung NRW, Ehrenhof, Düsseldorf
- 1997 Raum X, Düsseldorf, mit B. Herbert
- 1997 Galerie van Kranendonk, Den Haag
- 1997 StadtART, Kultursekreteriat Gütersloh, Ahlen
- 1996 Plakataktion Ohme Jupp, mit B. Herbert, Düsseldorf
- 1996 Habitus, Fotohof Salzburg
- 1995 Lebendes Bild, Performance mit B. Herbert, Performanceetage, Kunstakademie Düsseldorf
- 1994 Treibhaus 6, Düsseldorf, Galerie DB – S, Antwerpen
- 1994 Rottweiler Sommer
- 1993 Zwischenzeit, Künstlerverein Malkasten, Düsseldorf
- 1992 Spektakel 92, Festival der Kunst- und Musikhochschulen NRW, Aalto-Theater Essen, Beteiligung mit einer Photoinstallation
- 1992 Makroville – Super-8-Film, Kunstmuseum Düsseldorf
- 1992 Die Dirigentin, konzertierte Aktion in fünf Sprachen, Performance, Kunstakademie Düsseldorf
- 1992 Becher-Klasse, Kulturbahnhof Eller, Düsseldorf
- 1991 Lichtzwang – Photoinstallation, freie Künstlergruppe Freiburg
- 1989 Relativ subjektiv, freie Künstlergruppe Freiburg e. V.

## Öffentliche Sammlungen
Die Werke von Katharina Mayer sind vertreten in den Sammlungen: Stadtmuseum Düsseldorf, Deutsche Bank London, Kunstpalast Düsseldorf, Museum Ludwig Köln, Kunstmuseum Köln, E.ON Essen, Beratungs- und Prüfungsgesellschaft mbH (BPG) Krefeld, Oberösterreichische Landesmuseen Landesgalerie Linz, Staatsgalerie Stuttgart.

## Auszeichnungen, Stipendien und Lehre
- 2011 Kuratorin der Ausstellungen lyrical correctness und Halacha im Rahmen der jüdischen Kulturtage in NRW
- 2011 Gestaltung des Blue Planet Award für Angela Davis 2010 Israel – Stipendium der Stadt Düsseldorf, 5-wöchiger Israelaufenthalt
- 2011 Koordination und Organisation der Projekte Lyrical correctness, Halacha/der Weg, im Rahmen der jüdischen Kulturtage in NRW
- 2011 Economy meets Art, Preis für die langjährige Zusammenarbeit mit den Firmen Grieger, Mergemeier und fiftyfifty
- 2011 Gestaltung des Blue Planet Award, in Nachfolge von Otto Piene
- 2009/10 Gastprofessur an der Hochschule für angewandte Kunst Wien, Projekt faitiche
- 2009/10 Initiatorin des ersten onomato Stipendiums für Tonspur und Videokunst, in Kooperation mit der Stadt Düsseldorf
- 2005–2008 Lehrauftrag für Fotografie an der Hochschule Niederrhein, Krefeld
- 2004 Welde Kunstpreis Passion
- 2004 Stipendium des Frauenkulturbüros Krefeld
- 2000 Gründung der Schule für künstlerische Fotografie Düsseldorf mit Birgitta Thaysen
- 1999 Mitbegründung des onomato, Künstlervideoarchiv und Verein
- 1999 Transfer Austauschstipendium Deutschland / Spanien, mehrmonatiger Aufenthalt in Santiago de Compostela
- 1999 Aenne-Biermann-Preis, Gera
- 1998 Projekt Maria Frieden, Berlin, mehrwöchige workshop- und Porträtarbeit in dem Rehabilitationszentrum Maria Frieden für geistig- und körperlich behinderte Frauen
- 1998 ARTE – Porträt Katharina Mayer von Sylvain Roumette
- 1996 Lehrauftrag für Fotografie, FH Düsseldorf und Bundesakademie Wolfenbüttel
- 1996 New York Stipendium der Ernst-Poensgen-Stiftung, Düsseldorf
- 1995 Lehrtätigkeit im Bereich Fotografie, Kulturforum Neuss
- 1993 Photopreis der Stadt Essen

## Publikationen
- 2010/11 radix, erste Künstlerbuchreihe k–buch + edition, mit 13 israelischen Künstlern
- 2010/11 Brief an eine alte Dame, Künstlerbuch
- 2010/11 Schrein muß sein, Künstlerbuch im Rahmen der Ausstellung theatrum familiae in der Städtischen Galerie Offenburg, Februar 2011
- 2009 familia, Fotobuch. Kehrer Verlag, Heidelberg, ISBN 978-3-86828-057-9.
- 2009 aus der Serie familia, Veröffentlichung im Architektur Magazin Betonprisma
- 2009 Katalog Familienleben, Kunstverein Hildesheim
- 2008 Katharina Mayer. Paula Modersohn-Becker. Eine Begegnung, Katalog im Rahmen der Einzelausstellung im Paula Modersohn-Becker Museum, Bremen
- 2005 Mythische Orte, Auftragsbuchprojekt mit Iris Schuermann-Mock, Gerstenberg Verlag und Bertelsmann
- 2004 Frauen und das Meer, Auftragsbuchprojekt mit Florence Hervé, Gerstenberg Verlag
- 2003 Carrie und Ich, Fotobuch, Modo Verlag
- 2001 sister, Fotobuch mit Audio-CD, Wienand Verlag
- 1999 Séance, Künstlerbuch, Handabzüge, Drucke, Auflage 77, mit Hörbuch akustische Seance